# Filosofia giapponese
La filosofia giapponese si è storicamente sviluppata come fusione del pensiero tradizionale Shinto e le religioni continentali asiatiche, soprattutto Buddhismo e Confucianesimo. Già fortemente influenzata sia dalla filosofia cinese che da quella indiana, come il Mitogaku e lo Zen, molta della moderna filosofia giapponese è oggi anche influenzata dalla filosofia occidentale.

## Pensiero antico e medioevale
Ancor prima che il feudalesimo si fosse radicato stabilmente nella mentalità sociale giapponese, il Buddhismo ha rappresentato a tutti gli effetti la corrente principale del pensiero giapponese. La cultura buddhista è stata politicamente introdotta all'interno del sistema statale dal principe Shotoku (Umayado) con l'intento di farne a tutti gli effetti il pensiero ufficiale della nazione; tal immissione si conclude nel successivo Periodo Nara, quando il paese raggiunge un certo grado di stabilità interna.
Quando ha inizio il Periodo Heian al posto del pensiero filosofico più astratto del Buddhismo prende sempre più piede l'esoterismo Mikkyo, divenendo sempre più popolare tra tutti gli strati della popolazione. Tuttavia in epoca tardo nobile, quando era diffuso un forte pessimismo esistenziale a causa della convinzione che il Buddhismo si sarebbe irrimediabilmente estinto durante "gli ultimi giorni di questo mondo", il movimento della Terra Pura produsse una forte tensione positiva rivolta verso la vita futura oltremondana (a dispetto d'una realtà vissuta costantemente in preda alla disperazione).
Col Periodo Kamakura, in cui il governo è preso nelle mani della casta dei Samurai appena apparsa, comincia anche un neo-buddismo rivolto propriamente alla casta guerriera.

### Arrivo del Buddhismo in Giappone e sua immediata influenza.
L'arrivo del Buddhismo nel paese è strettamente connesso alla costruzione nazionale ed alla centralizzazione a livello statale della maggior parte del potere: il clan Soga aveva vinto una guerra contro la famiglia Mononobe che avevano fino ad allora gestito l'antica religione ed il Principe Shotoku venne ad elaborar un piano nazionale per organizzare la governabilità sulla base dei codici giuridici del sistema buddhista.
Pur collaborando fattivamente con la famiglia Soga allora predominante, il Principe Shotoku, che faceva da reggente all'imperatrice Suiko, dimostrò aver una notevole simpatia e propensione nei confronti della fede buddhista da poco giunta da oltremare: la sua più acuta intuizione fu proprio quella di stabilizzare in certo qual modo la politica nazionale attraverso l'introduzione in tutte le categorie sociali di questa nuova religione giunta dalla Cina. Per merito ed attraverso il monaco cinese Jianzhen all'epoca della Dinastia Tang la politica di conversione al buddhismo dell'intero Giappone raggiunge il suo culmine.
Il Buddhismo ha indubbiamente portato pace, sicurezza e prosperità alla nazione. Poiché era d'uso tra i monaci ritirarsi in montagna per esercitarsi nelle pratiche ascetiche, ma anche nell'esecuzione d'incantesimi e preghiere, il buddhismo dell'era Heian vien denominato Mikkyo. Kūkai in quest'epoca imparò il buddhismo cinese più esoterico e diede inizio al cosiddetto Buddhismo Shingon.
Saichō a sua volta sviluppò il Buddhismo Tendai, con al cuore della sua dottrina il Sutra del Loto. In epoca tardo Heian si arrivò a negar sempre più la possibilità di valorizzare positivamente il mondo materiale ed iniziando una tendenza (che diverrà sempre più maggioritaria) alla ricerca dell'interruzione della ruota della Reincarnazione.
Il movimento della Terra Pura teorizzò poi una qualche forma di paradiso predicando la fede in Amitabha Buddha.

### Filosofia Buddhista durante l'epoca Kamakura
Il Jodo-shu, una branca del buddhismo della Terra Pura, si basa specificamente sulla salvezza proveniente da Amitabha; il monaco Hōnen la fondò dopo aver del tutto abbandonato le altre pratiche ascetiche. Predicava ai suoi allievi la fede nel Signore Buddha e la preghiera intensa detta Nianfo (ripetizione ad infinitum del nome di Buddha Namu-Amida-Butsu); solo questo serve fare per assicurarsi un posto in paradiso.
Il suo allievo diretto Shinran, che portò avanti la setta, seguì e tramandò accuratamente gli insegnamenti del maestro, predicando la dipendenza assoluta nei riguardi della fede in Amitabha. Un altro dei suoi successori, Ippen, monaco itinerante, iniziò la danza ed il canto di tipo religioso, da accompagnare alla preghiera.
In alternativa a questo, lo Zen cerca invece d'auto-risvegliare lo spirito, attraverso varie tecniche meditative (Zazen).
Eisai, un altro monaco dell'epoca, giunse ad imparar lo Rinzai-shū direttamente dalla setta originaria proveniente dalla Cina, e la trasmise ai suoi allievi giapponesi: dava a loro un compito difficile da risolvere (un indovinello, un enigma), e facendo così li costringeva ad uno sforzo tale che, dopo uno shock improvviso, sarebbero stati illuminati da soli, improvvisamente.
Questo Rinzai-Zen è stato ampiamente praticato e seguito dalle classi superiori dei samurai per tutto il periodo Kamakura; mentre  Eihei Dōgen imparò il Sōtō-shū originario e lo portò in Giappone, anche lui dopo un pellegrinaggio compiuto in terra cinese. Quest'ultimo Soto-Zen s'oppone parzialmente all'insegnamento di Eisen, predicando l'illuminazione attraverso una seria ed immobile meditazione seduta (lo zazen per l'appunto); anche tale dottrina fu presa a modello da vari samurai locali.
Infine il Buddhismo Nichiren fondato da Nichiren, si rivela essere una dottrina ben più "aggressiva" delle precedenti prese in esame: questa predica che solo ed esclusivamente il Sutra del Loto può considerarsi l'insegnamento ortodosso. Sostiene inoltre la possibilità del raggiungimento dello stato di "buddhità" durante la vita.

## Pensiero moderno
Considerando il fatto che il pensiero antico e medioevale del Giappone è stato strettamente legato all'espansione dottrinale del Buddhismo, quello moderno lo si può facilmente derivare dal neo-confucianesimo, considerato come unico pensiero ufficiale durante lo shogunato Tokugawa. Inoltre, la dottrina confuciana più sociale (rispetto al buddhismo) ha stimolato la scuola Kokugaku ed il metodo di studio, apprendimento e riflessione denominato Rangaku, oltre a tutte le branche di pensiero non-ufficiale di stampo popolare dalla metà dell'epoca Edo in poi.

### Neo-Confucianesimo in Giappone
Durante tutto il periodo Edo il confucianesimo rappresentò a tutti i livelli l'unica forma di studio autorizzato; vennero aperte varie scuole che divennero ben presto popolari e molto frequentate.